# Gerhard Ringel
Pour les articles homonymes, voir Ringel (homonymie).
Gerhard Ringel, né le 28 octobre 1919 à Kollnbrunn en Autriche et décédé le 24 juin 2008 à Santa Cruz en Californie, est un mathématicien allemand. Il fut l'un des pionniers de la théorie des graphes et a contribué de manière significative à la preuve de la conjecture de Heawood (maintenant théorème de Ringel-Youngs), un problème mathématique étroitement lié au théorème des quatre couleurs.

## Biographie
Gerhard Ringel commence des études de mathématiques à l'université Charles de Prague, mais est appelé sous les drapeaux au début de la Seconde guerre mondiale.   Il est, après la guerre, prisonnier en Union soviétique pendant plus de quatre ans. Au retour, en 1949, il étudie les mathématiques à l'université de Bonn, où il obtient son doctorat en 1951 sous la direction de Emanuel Sperner et Ernst Ferdinand Peschl avec une thèse intitulée  « Farbensatz für nicht orientierbare Flächen beliebigen Geschlechtes ». Après son habilitation en 1953, il est  chargé de cours (« Dozent ») à l'Université de Bonn, où il enseigne à partir de 1956 en tant que professeur assistant. De 1957 à 1960, il enseigne à l'université Johann Wolfgang Goethe de Francfort-sur-le-Main, à partir de 1958 comme professeur. À partir de 1960, il est professeur à la Freie Universität Berlin (titulaire de chaire de professeur à partir de 1966). De 1967 à 1970, il est directeur de l'Institut de mathématiques. En 1969, principalement en raison de la situation politique universitaire à la FU Berlin, il quitte l'Allemagne et devient professeur associé à l'Université de Californie à Santa Cruz (UCSC), où il avait été professeur invité en 1968. En 1970, il y obtient une chaire de professeur titulaire, puis est directeur du deuxième institut de mathématiques. De 1972 à 1984, il est directeur de la faculté de mathématiques. À partir de 1990, il est professeur émérite. À l'université de Santa Cruz, il est connu comme un pédagogue exceptionnel. Il reçoit des doctorats honoris causa de l'université de Karlsruhe et de l'université libre de Berlin.
Ringel est en 1962 conférencier invité au congrès international des mathématiciens de Stockholm.
Outre ses compétences en mathématiques, il est un entomologiste très estimé. Sa spécialité est la collecte et l'élevage de papillons. Avant sa mort, il donne son exceptionnelle collection de papillons au musée des collections d'histoire naturelle de l'UCSC.

## Travaux
Avec J. W. T. Youngs, Ringel démontre en 1968 la conjecture de Heawood (nommée d'après Percy John Heawood), une généralisation du Théorème des quatre couleurs pour des surfaces de genre quelconque, à l'exception des cas couverts par le théorème des quatre couleurs. Depuis, la conjecture s'appelle aussi le théorème de Ringel–Youngs.
Plis précisément, ils démontrent que le nombre chromatique {\displaystyle \chi (S_{p})}, c'est-à-dire le nombre minimal de couleurs nécessaire pour colorier une surface orientable {\displaystyle S_{p}} de genre {\displaystyle p>0}, est donné par la formule :
{\displaystyle \chi (S_{p})={\biggl \lfloor }{\frac {7+{\sqrt {1+48p}}}{2}}{\biggr \rfloor }}
Heawood avait démontré en 1890 que le nombre chromatique est supérieur ou égal à la valeur du membre droit. Sa démonstration ne donne pas l'égalité, comme déjà observé par Lothar Heffter en 1891. Heawood ne démontre l'égalité que pour  {\displaystyle p=1}, le cas du tore, et Heffter démontre d'autres cas. Dans sa thèse de doctorat, Ringel démontre l'inégalité pour des surfaces non orientables.

## Publications (sélection)
Ringel a publié de nombreux articles et trois livres : les Pearls in graph theory (1990),  Färbungsprobleme auf Flächen und Graphen (1959) et Map Color Theorem (1974).
- Gerhard Ringel et J. W. T. Youngs, « Solution of the Heawood map-coloring problem », Proc. NAS, vol. 60, no 2,‎ 1968, p. 438-445 (lire en ligne)
- Nora Hartsfield et Gerhard Ringel, Pearls in graph theory : A comprehensive introduction, Academic Press, 1990, 246 p. (ISBN 0-12-328552-6) - Réimpression : Dover Publications, 2003, x+249  (ISBN 0-486-43232-7) lien Math Reviews
- Gerhard Ringel, Map color theorem, Springer-Verlag, coll. « Grundlehren der mathematischen Wissenschaften » (no 209), 1974, xii+191 (MR 0349461)

- Gerhard Ringel, Färbungsprobleme auf Flächen und Graphen, VEB Deutscher Verlag der Wissenschaften, coll. « Mathematische Monographien » (no 2), 1959, viii+132 (MR 0109349)

## Conjectures ou problèmes
Ringel est auteur de plusieurs conjectures ou problèmes :
- conjecture de Ringel-Kotzig sur l’étiquetage gracieux
- conjecture de Ringel  qui affirme que certains graphes peuvent se décomposer à l’aide de copies d’un graphe plus petit donné et qui vient d'être démontrée
- problème d'Oberwolfach